# Ação penal
Ação penal é a atividade que impulsiona a jurisdição penal, sendo ela pública. A jurisdição em atividade também é ação, ação judiciária. A ação penal se materializa no processo penal. 
Está escrito no artigo 5º, XXXV, da Constituição da República Federativa do Brasil:
"A lei não excluirá da apreciação do Poder Judiciário lesão ou ameaça a direito".
Por este dispositivo, que consagra o princípio da inafastabilidade de jurisdição, a Constituição garante o acesso à Justiça de todos aqueles que se sentirem lesados, ou prejudicados, por condutas praticadas por outros ou pelo próprio Estado. Também se incluem, aqui, os acusados de crime, pois têm o direito de se defender. O acesso à justiça é garantido a todos, portanto.
Quando um juiz decide, exerce poder em atividade denominada jurisdição. Exercendo a jurisdição, o juiz declara direito, satisfaz direito declarado ou assegura o direito.
O juiz decide um conflito que pode ser penal ou não. O conflito não penal que chega ao Poder Judiciário é aquele que foi resolvido amigavelmente. O conflito penal não pode ser resolvido amigavelmente. O processo é sempre necessário. O conflito penal surge quando praticada conduta humana que a lei define como crime e para a qual prevê uma pena: é conflito entre o dever de punir e o interesse de liberdade do autor da conduta.
A pena não pode ser aplicada espontaneamente. O Estado precisa submeter o conflito penal ao Poder Judiciário para que, por meio do processo, em que serão apurados os fatos considerados criminosos, o juiz decida se houve crime e se a pessoa acusada deve ser punida. O processo só nasce por meio da ação, que o impulsiona, que lhe dá vida.
A ação penal, assim, é o direito ou o poder-dever de provocar o Poder Judiciário para que decida o conflito nascido com a prática de conduta definida em lei como crime. Fala-se em direito e em poder-dever porque a ação pode ser promovida pelo ofendido, pessoa física ou jurídica atingida pelo crime ou pelo Ministério Público, na maioria das vezes. Quando a ação penal é promovida pelo Ministério Público, não o é no exercício de um direito, mas no exercício de atividade obrigatória: o Ministério Público não tem vontade e não pode escolher entre promover a ação ou não. Praticado crime, o membro do Ministério Público deve fazer tudo para que seu autor seja julgado, ou seja, prevalece o princípio da obrigatoriedade.

## Classificação das ações
As ações podem ser classificadas segundo o critério da tutela esperada pela jurisdição. Dividem-se entre ações de conhecimento, ações de execução e ações cautelares. São ações de conhecimento aquelas em que se busca a declaração, constituição ou satisfação do direito. O habeas corpus, a revisão criminal e a ação penal condenatória estão incluídos nessa categoria. As ações de execução são aquelas nascidas da sentença condenatória. A jurisdição atua para acompanhar, fiscalizando, o cumprimento da sentença condenatória, garantindo que o condenado não sofra além do determinado judicialmente. A doutrina diverge sobre as ações cautelares. Há, com certeza, medidas cautelares, ou providências cautelares, sempre decididas no decorrer do processo instaurado por ação de conhecimento.
As ações penais são, ainda, privadas ou públicas.
O ofendido pode propor a ação penal quando a lei penal dispuser que a ação é privada, ou que o processo se inicia por meio de queixa. O Ministério Público deve propor a ação penal sempre que a lei não dispuser que é privativa do ofendido.
Na verdade, as ações penais são sempre públicas. A iniciativa é que pode ser do ofendido, quando a lei considerar que cabe a ele decidir sobre a conveniência de submeter o conflito a julgamento. O ofendido pode, ainda, propor ação penal subsidiária da pública, quando o representante do Ministério Público se omitir, for negligente. É o que está no artigo 5º, inciso LIX, da Constituição: "Será admitida ação privada nos crimes de ação pública, se esta não for intentada no prazo legal".
Entre as ações penais públicas propriamente ditas, há as condicionadas e as incondicionadas. As últimas são promovidas pelo Ministério Público sempre que apurados crime e seu autor. As ações condicionadas são movidas pelo Ministério Público sempre que apurados crime e seu autor e depois de manifestação de vontade do ofendido ou de requisição do Ministro da Justiça. A manifestação de vontade do ofendido para que o aparato administrativo se movimente em direção à condenação ou absolvição chama-se representação. A representação é exigida pela lei em alguns casos específicos, como, por exemplo, no crime de ameaça. A requisição do Ministro da Justiça é prevista para hipóteses também raras, envolvendo ofensas a Chefes do Estado em que a conveniência política da ação penal deve ser avaliada.
Em síntese: as ações penais são de conhecimento ou de execução. E classificam-se, também, em públicas ou privadas. As primeiras são condicionadas ou incondicionadas. As últimas são privadas ou subsidiárias da pública.
É importante que, quando a infração penal for considerada de menor potencial ofensivo, há possibilidade de transação penal, assunto tratado no tópico correspondente.
- Exemplos de crimes perseguidos por ação pública: roubo, corrupção, seqüestro.
- Exemplo de crime perseguido por ação pública condicionada: ameaça
- Exemplo de crime perseguido por ação privada: todos os crimes contra a honra (calúnia, injúria, difamação - Capítulo V do Código Penal), exceto em lesão corporal provocada por violência injuriosa (art. 145).